# Шестерёнка ролей
Шестерёнка роле́й — термин, применяемый в ролевых играх живого действия для обозначения технологии просчёта взаимосвязи персонажей на игре. Первоначально термин был предложен (или, по крайней мере, популяризован) Петром Скулачевым в микростатье (заметке), опубликованной в сети не позднее 1998 г.; содержание в позднейшей перепечатке можно увидеть, например, тут. Поскольку в то время (вторая половина 90-х гг.) количество работ по т. н. «игровой теории» (т. е. теории построения ролевых игр живого действия) было невелико, а сам предложенный метод оказался несложным, удобным и эффективным, то он быстро приобрел известность и популярность среди мастеров ролевых игр, став своего рода стандартом де-факто для создания схемы сюжетных взаимодействий в игре.
Шестерёнка ролей рисуется как взаимосвязи между персонажами и игровыми объектами (государственными структурами, религией и т. п.). По получившемуся графу можно судить о перегруженности или недогруженности персонажа завязками. Этот способ широко используется мастерами при планировании игры.
Термин «шестерёнка ролей» может употребляться в следующих значениях:
- Система информационных связей и целевых завязок между персонажами и объектами.
- Графическое изображение таких связей и завязок.
- Метод оценки и анализа информационной части игры с помощью такого графического представления.